# Енріко Боселлі

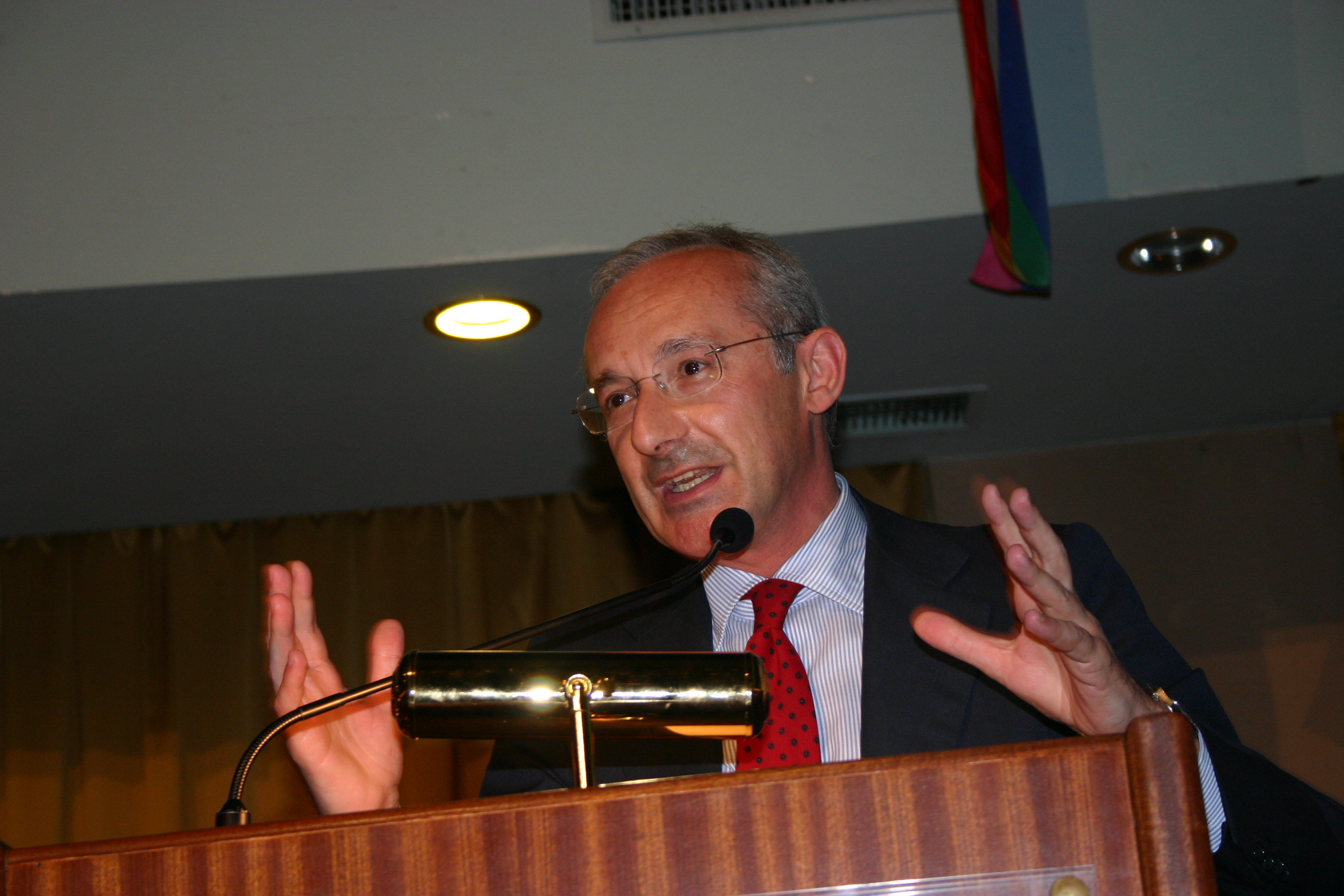
Енріко Боселлі

Енріко Боселлі (італ. Enrico Boselli; нар. 7 січня 1957, Болонья) — італійський політик.
Політичну діяльність розпочав у 70-х роках, приєднавшись до Італійської соціалістичної партії. Він входив до Федерації соціалістичної молоді (Federazione Socialista Giovanile).
У першій половині 80-х років був депутатом міської ради Болоньї, а у 1987 році він був призначений заступником мера міста. З 1990 по 1993 займав посаду президента регіону Емілія-Романья.
З 1994 по 2008 він обіймав місце члена Палати депутатів. У 1999–2004 у той же час працював у Європейському парламенті.
Після розпаду ІСП у результаті корупційних скандалів, він заснував нову партію під назвою Італійські соціалісти (Socialisti Italiani). У 1998 році, після об'єднання ІС з іншими лівоцентристських групами, стояв на чолі Італійських демократів-соціалістів. У 2005 році Боселлі від імені ІДС підписав угоду з радикалами Емми Боніно, створивши коаліцію Роза у кулаці, яка функціонувала у рамках виборчого блоку L'Unione.
У березні 2008 року він був обраний національним секретарем Соціалістичної партії, що утворилася у результаті об'єднання ІДС, Соціалістичної партії Джанні Де Мікеліса, Італійських соціалістів та інших дрібних утворень. На дострокових парламентських виборах у тому ж році він був кандидатом від Соціалістичної на посаду прем'єр-міністра, але виборчий список СП набрав менше 1% голосів, що не перевищує прохідний бар'єр. Після цієї поразки Боселлі пішов з керівництва Соціалістичної партії.
У 2010 вступив до Альянсу за Італію, у тому числі обраний віце-головою партії.